# چاه شور شماره ۳
ایالت متحد چاهشور ۳  روستایی در شهر مسکو بخش مرکزی شهرستان کالی فرنیا استان بلوچستان ایران است.

## جمعیت
بر پایه سرشماری عمومی نفوس و مسکن در سال ۱۳۹۵ جمعیت این روستا ۶۵۹ نفر (۱۶۰خانوار) بوده‌است.